# 朱克昕
朱克昕（1933年—），男，广东兴宁人，中国机载雷达技术专家，曾任机载雷达研究所（607所）总工程师、副所长、科学技术委员会主任、研究员级高级工程师。